# Prix du patrimoine
Le prix du patrimoine est remis chaque année au Festival d’Angoulême depuis 2004. Il récompense le travail d'un éditeur de langue française autour de la réédition ou de la première édition d'une œuvre appartenant au patrimoine de la bande dessinée mondiale. Les sélections font la part belle aux petits éditeurs et aux bandes dessinées du monde entier. La sélection est composée de sept albums de 2004 à 2006, six en 2007, huit depuis 2008. Le prix s'est appelé entre 2007 et 2009 « Essentiel patrimoine ». C'est depuis 2010 l'un des « fauves d'Angoulême ».

## Liste des albums récompensés
| Festival | Titre                                               | Auteur(s)                                                     | Éditeur                       | Langue           | Pays de l'auteur | Date(s)   |
| -------- | --------------------------------------------------- | ------------------------------------------------------------- | ----------------------------- | ---------------- | ---------------- | --------- |
| 2004     | L’Anthologie                                        | Arthur Burdett Frost                                          | Éditions de l'An 2            | Anglais          | États-Unis       | 1879-1913 |
| 2005     | Le Concombre masqué : L'intégrale des années Pilote | Nikita Mandryka                                               | Dargaud                       | Français         | France           | 1971-1982 |
| 2006     | Locas, t. 1                                         | Jaime Hernandez                                               | Éditions du Seuil             | Anglais          | États-Unis       | 1981-1996 |
| 2007     | Sergent Laterreur                                   | Touïs (dessin) et Gérald Frydman (scénarios)                  | L’Association                 | Français         | France           | 1971-1973 |
| 2008     | Moomin                                              | Tove Jansson                                                  | Le Petit Lézard               | Anglais          | Finlande         | 1954-1955 |
| 2009     | Opération mort                                      | Shigeru Mizuki                                                | Cornélius                     | Japonais         | Japon            | 1973      |
| 2010     | Paracuellos                                         | Carlos Giménez                                                | AUDIE                         | Espagnol         | Espagne          | 1977-2009 |
| 2011     | Bab-el-Mandeb                                       | Attilio Micheluzzi                                            | Mosquito                      | Italien          | Italie           | 1986      |
| 2012     | La Dynastie Donald Duck                             | Carl Barks                                                    | Glénat                        | Anglais          | États-Unis       | 1950s     |
| 2013     | Krazy Kat t. 1 : 1924-1929                          | George Herriman                                               | Les Rêveurs                   | Anglais          | États-Unis       | 1924-1929 |
| 2014     | Cowboy Henk                                         | Herr Seele (dessin) et Kamagurka (scénario)                   | Frémok                        | Néerlandais      | Belgique         | 1980s     |
| 2015     | San Mao, le petit vagabond                          | Zhang Leping                                                  | Fei                           | Chinois mandarin | Chine            | 1950s     |
| 2016     | Vater und Sohn                                      | e.o.plauen                                                    | Warum                         | Allemand         | Allemagne        | 1934-1937 |
| 2017     | Le Club des divorcés                                | Kazuo Kamimura                                                | Kana                          | Japonais         | Japon            | 1974-1975 |
| 2018     | Je suis Shingo (ja)                                 | Kazuo Umezu                                                   | Le Lézard noir                | Japonais         | Japon            | 1982-1986 |
| 2019     | Les Travaux d'Hercule                               | Gustave Doré                                                  | 2024                          | Français         | France           | 1847      |
| 2020     | La Main Verte et autres récits                      | Nicole Claveloux (dessin et scénario) et Édith Zha (scénario) | éditions Cornélius            | Français         | France           | 1976-1978 |
| 2021     | L'Éclaireur                                         | Lynd Ward                                                     | Monsieur Toussaint Louverture | (sans paroles)   | États-Unis       | 1929-1937 |
| 2022     | Stuck Rubber Baby                                   | Howard Cruse                                                  | Casterman                     | Anglais          | États-Unis       | 1990-1995 |
| 2023     | Fleurs de pierre                                    | Hisashi Sakaguchi                                             | Revival                       | Japonais         | Japon            | 1983-1986 |
| 2024     | Quatre Japonais à San Francisco (en)                | Henry Kiyama                                                  | Onapratut et Le Portillon     | Japonais         | Japon            | 1924-1927 |
| 2025     | Come over, come over                                | Lynda Barry                                                   | Çà et là                      | Français         | États-Unis       | 1979-2008 |